# Trutnov
Trutnovⓘ (niem. Trautenau) – miasto powiatowe w północnych Czechach, w kraju hradeckim. Według danych z 1 stycznia 2024, liczba mieszkańców miasta wynosi 29 584 osób (36. miejsce w kraju).

## Położenie geograficzne
Trutnov leży na Wyżynie Trutnovskiej (Trutnovská pahorkatina), we wschodniej części Wyżyny Podkarkonoskiej (Podkrkonošská pahorkatina), która jest częścią Podgórza Karkonoskiego. Miasto, po włączeniu do niego kilku wsi, rozciąga się wzdłuż dolin rzecznych pomiędzy wzniesieniami Pogórza Karkonoskiego i Karkonoszy. Średnia wysokość nad poziomem morza wynosi 414 m.
Przez Trutnov przepływa rzeka Úpa, do której w dzielnicy Poříčí wpływa (jako lewobrzeżny dopływ) rzeka Ličná.

## Historia miasta
Pierwsze ślady bytności człowieka na tym terenie sięgają 8000 lat p.n.e. z okresu późnego paleolitu, o czym świadczą znaleziska archeologiczne. W połowie XII w. w miejscu, gdzie trakt handlowy z Czech przez Dvůr Králové nad Labem, Hostinné i dalej przez Pilníkov, Babí i Žacléř na Śląsk, przechodził brodem przez rzekę Úpę, powstała słowiańska wieś Úpa. Leżała ona w miejscu dzisiejszego Górnego Starego Miasta (Horní Staré Město). Pod koniec XII w. powstał gród a w I połowie XIII w zamek nawodny. Położenie to było niekorzystne, ze względu na częste powodzie. Po tym, jak szlak handlowy przeniósł się do doliny Ličnej, przez dzisiejsze Bernartice, przeniesiono również wieś na miejsce obecnego centrum Trutnova. Nowa wieś Úpa stała się nową siedzibą morawskiego rodu Švábenští ze Švábenic, który kolonizował pobliskie ziemie. Pierwsza pisemna wzmianka pochodzi z roku 1260. W roku 1297 miasto zostało przejęte przez króla Wacława II, a w 1301 stało się miastem królewskim. Król Jan Luksemburski zastawił miasto Janovi z Vartenberka. W 1333 miasto wykupił królewicz Karol. W 1340 Jan Luksemburski potwierdził autonomię polityczną i sądową Trutnova, które trwały do 1539. W 1399 król Wacław IV Luksemburski sprzedał Trutnow swej małżonce Zofii i od tej pory stało się ono wianem czeskich królowych. W czasie wojen husyckich Trutnov został zdobyty przez husytów, a klasztor Na Nivách został spalony.

## Nazwa
Nazwa miasta pochodzi od niemieckiego "truten ouwe" – biedna niwa, lub miłe miasto przy niwie. Według innej wersji miasto zostało nazwane od imienia pogromcy smoka rycerza von Trautnav (czes. Trut) lub od nazwiska rycerza – założyciela miasta Albrechta z Trautenbergu. Smok do dzisiaj jest w herbie miasta.

## Bitwa pod Trutnovem
27 czerwca 1866 doszło do krwawej bitwy między wojskami austriackimi a pruskimi znanej jako bitwa pod Trutnovem. Było to jedyne zwycięstwo austriackie w czasie wojny siedmiotygodniowej, okupione wielkimi stratami własnymi („pyrrusowe zwycięstwo”).

## Gospodarka
Trutnov jest miastem przemysłowym. Znajduje się tu wiele zakładów przemysłowych, m.in.
- przemysł elektrotechniczny – ZPA Trutnov, ABB, Tyco, Siemens,
- przemysł spożywczy – ZZN Trutnov, browar Krakonoš,
- przemysł energetyczny – Elektrownie Poříčí (EPO)
- przemysł skórzany – Kara Trutnov
- przemysł tekstylny – Grund

## Transport

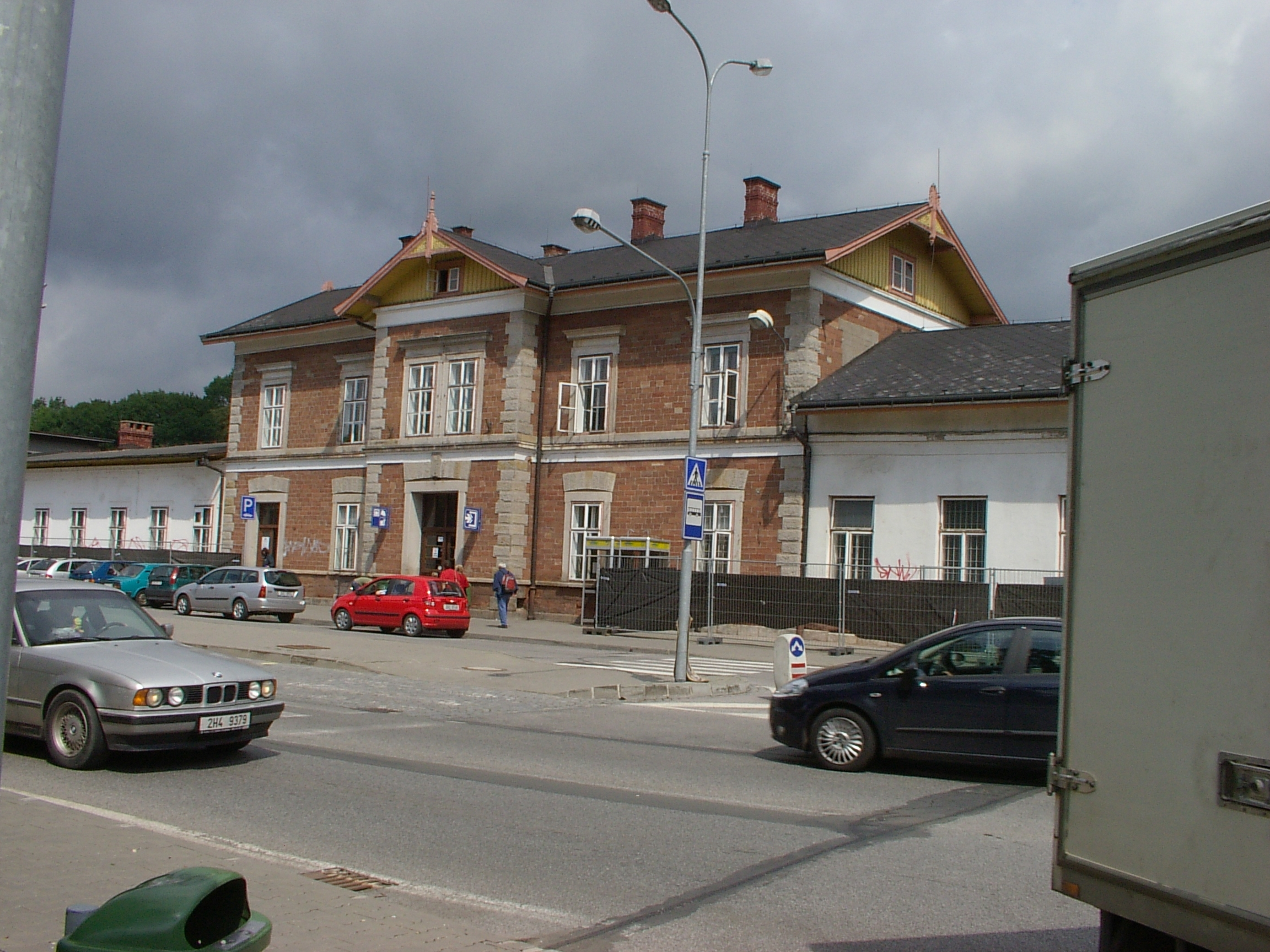
Dworzec kolejowy Trutnov hlavní nádraží

Trutnov jest dużym węzłem kolejowym. Krzyżują się tutaj trasy 032 Jaroměř – Trutnov; 047 Trutnov – Teplice nad Metují; 045 Trutnov – Svoboda nad Úpou; 040 Trutnov – Stará Paka – Chlumec nad Cidlinou; 043 Trutnov – Žacléř. W Trutnovie znajduje się 7 stacji kolejowych: Trutnov-Volanov, Trutnov-Staré město, Trutnov-Zelená Louka, Trutnov hlavní nádraží, Trutnov střed, Trutnov zastávka i Trutnov-Poříčí.
Trutnov jest także znanym węzłem drogowym. Krzyżują się tu drogi I/16, I/14 i I/37. W planach jest także droga szybkiego ruchu R11 z Jaroměřa do Královca (przejście graniczne Královec – Lubawka).
Od 2008 w okresie wakacyjnym funkcjonują weekendowe połączenia kolejowe z Polską (do stacji Jelenia Góra oraz do Wrocławia).

## Zabytki i atrakcje turystyczne

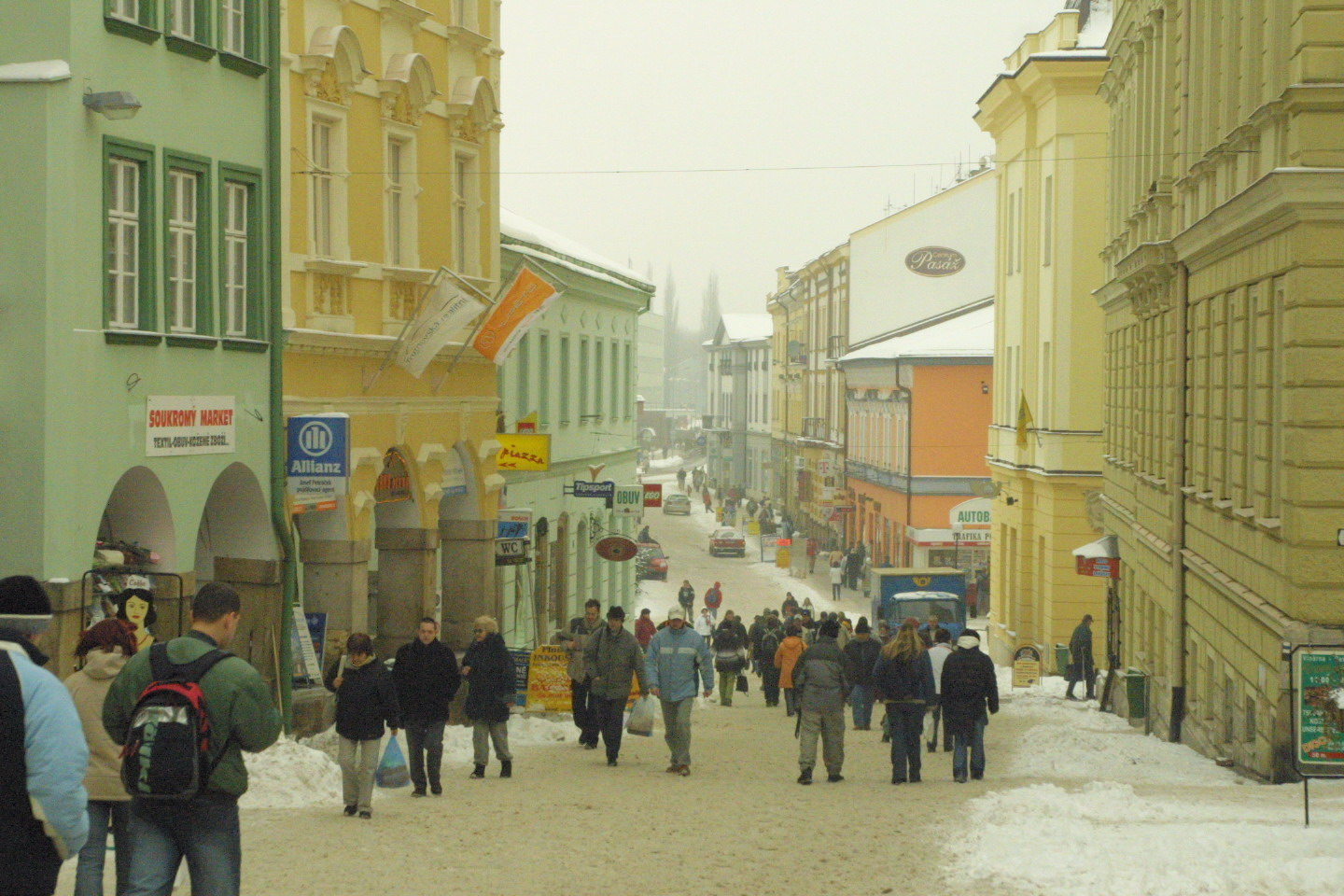
ulica Horská

W Trutnovie znajduje się wiele ciekawych obiektów zabytkowych, wartych zobaczenia.
- Krakonošovo náměstí, czyli rynek Karkonosza (Ducha Gór). Rynek otoczony jest renesansowymi kamienicami z XVI w., przebudowywanymi od XVIII do XX w. stylu baroku, klasycyzmu i secesji, z przeważnie półokrągłymi podcieniami. Wyłożony jest zabytkowym brukiem. Znaczna część bruku pochodzi jeszcze z XVI w. Do brukowania użyto kamieni z koryta rzeki Upy.

Na rynku obejrzeć można pomnik cesarza Józefa II.

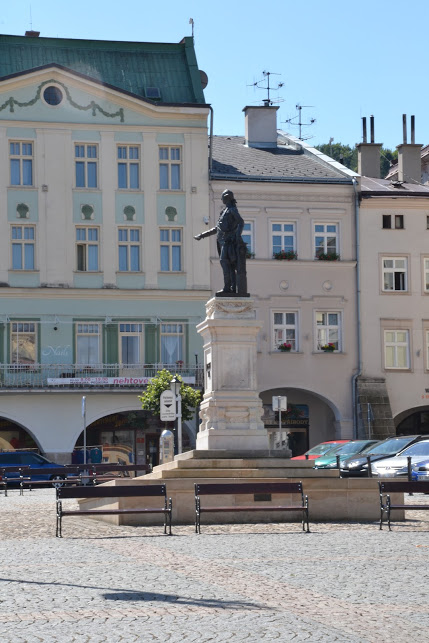
Pomnik Józefa II

- późnobarokowy Kościół Narodzenia Najświętszej Marii Panny (1792),
- renesansowy Kościół św. Wacława w miejskiej części Górnego Starego Miasta (Horní Staré Město),
- neogotycki kościół św. Piotra i Pawła w dzielnicy Poříčí,
- kościół św. Jana Nepomucena w dzielnicy Libeč,
- neogotycki ewangelicki kościół przy ul. Upskiej (Úpická ulice), aktualnie sala koncertowa im. Bohuslava Martinů,
- kaplica św. Jana Chrzciciela (Janská kaple) wybudowana na górującym nad miastem wzgórzu w 1714 przy cudownym źródełku, w jej pobliżu toczyły się walki w trakcie Bitwy pod Trutnowem 27 czerwca 1866,

- Arboretum,

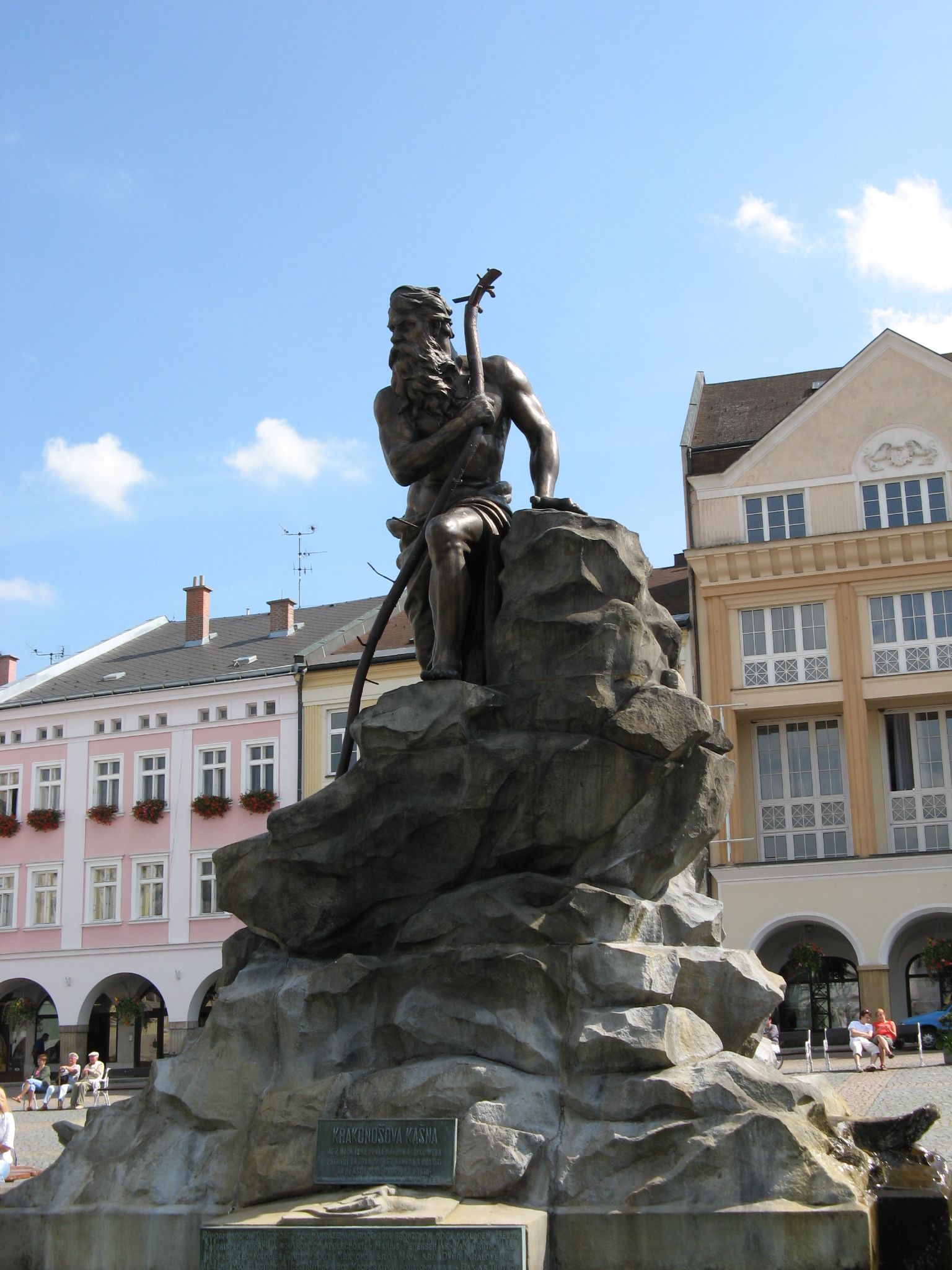
Fontanna Karkonosza na rynku

- ścieżka edukacyjna "Bitwa pod Trautenau" (Bitva u Trutnova)
- Muzeum Podkarkonoskie (Muzeum Podkrkonoší), zlokalizowane w klasycystycznym budynku z 1853 r., powstałym pierwotnie jako siedziba szkoły. W miejscu muzeum wznosił się dawniej XVI-wieczny zamek należący do Christopha von Gendorfa, uszkodzony przez Szwedów w czasie wojny 30-letniej i używany następnie do połowy XIX wieku jako magazyn soli.
- pierwotnie renesansowy ratusz z końca XVI w., po pożarze w 1861 r. przebudowany w stylu neogotyckim,
- barokowa kolumna Trójcy Świętej z 1704 r. wraz z rzeźbami ośmiu świętych. Ta 11-metrowa kolumna znajduje się we wschodniej części rynku,
- neorenesansowy budynek pałacu Haasego z lat 80. XIX w.,
- kompleks budynków dworca kolejowego z 1870 r. wraz z pobliskim kamiennym mostem na Upie z 1884 r.,
- renesansowa kamienica z 1599 r., przebudowana po pożarze z 1799r., aktualnie Galerie Města Trutnova,
- fontanna Karkonosza na Rynku Karkonosza z 1892 r. z figurą Karkonosza,
- Dom Narodowy (Národní dům) z 1900 r.
- obszar szkół czeskich w dzielnicy środkowe Przedmieście (Střední Předměstí) z lat 20. XX wieku według projektu architekta Mezery,
- budynek kina miejskiego z 1929 r. według projektu architekta Broža

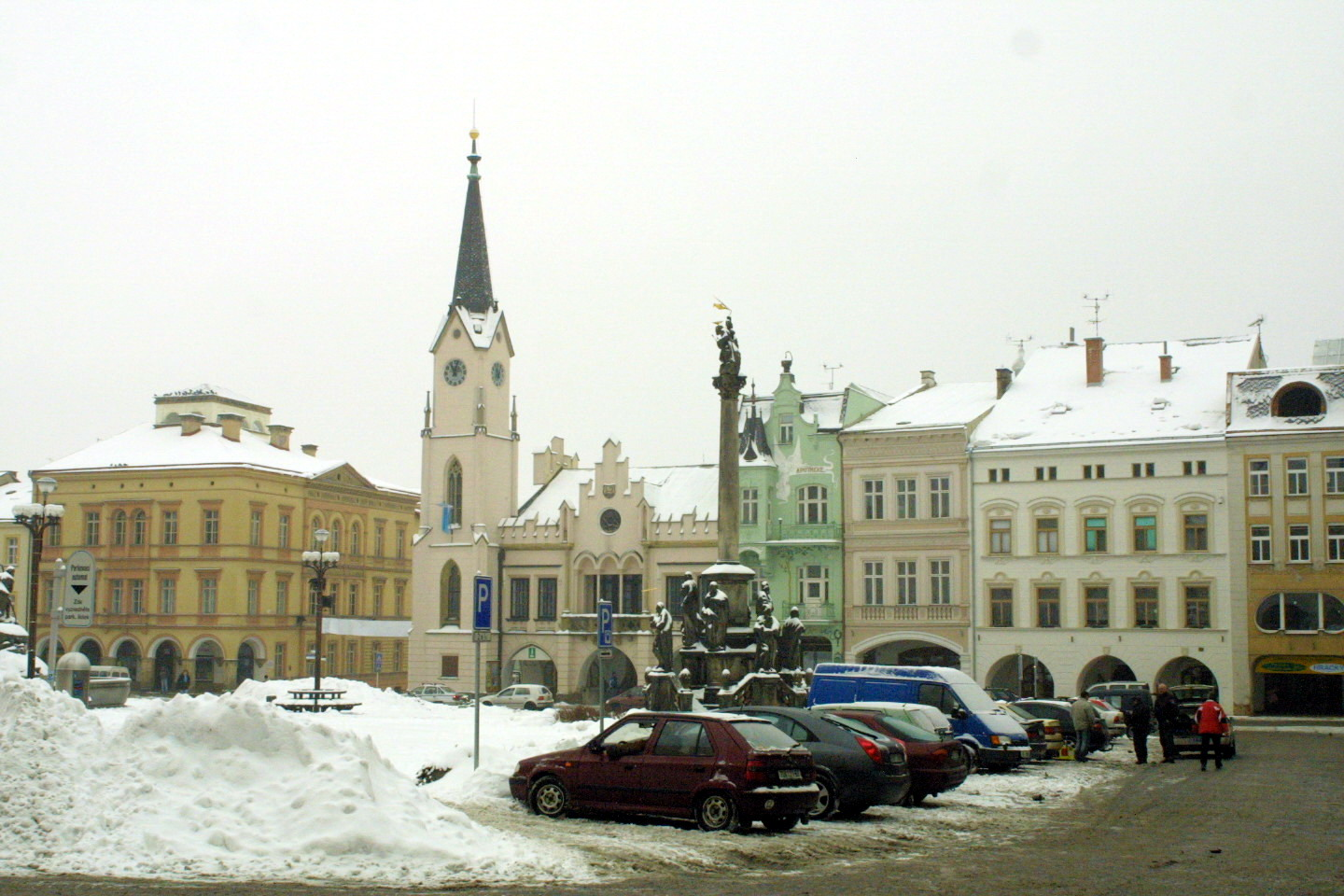
Krakonošovo náměstí

- Domy w stylu secesyjnym w obszarze ulic Na Záduší i  Placu Jiraska (Jiráskovo náměstí) na Środkowym Przedmieściu (Střední Předměstí),
- osiedle „Křižík” z lat 50. XX w. zbudowane w duchu socrealizmu,
- rozległe miejskie parki założone pod koniec XIX w.,
- mury miejskie z XIV w. Ich fragmenty możemy oglądać na ulicy Na Vrchu i ulicy Wodnej (Vodní),
- Smocza Uliczka (Dračí ulička) na której znajduje się pomnik trutnowskiego smoka. Trutnov należy do tych miast, podobnie jak Kraków, w dziejach których legendy o smokach odegrały ważną rolę. Smocza Uliczka powstała na tyłach ulicy Wodnej.
- cmentarz miejski – założony w 1875 r. na miejscu starej kaplicy św. Krzyża. Aktualnie punktem centralnym cmentarza jest neoromańska kaplica św. Krzyża. Na cmentarzu można znaleźć bogato zdobione nagrobki z XVII i XVIII w. przeniesione ze starego cmentarza. Oprócz tego na terenie cmentarza znajduje się kilka pomników, m.in. ofiar I i II wojny światowej, pomnik żołnierzy i pograniczników czechosłowackich, pomnik kobiet żydowskich straconych w obozie koncentracyjnym w Trutnovie.
- pomnik-grobowiec generała Ludwiga Karla Gablenza, dowódcy X Korpusu armii austriackiej, zwycięzcy w bitwie pod Trutnovem,
- 3-metrowy pomnik Karkonosza z 2013, przedstawiający Ducha Gór w formie przedstawionej przez Martina Helwiga w XVI w.

Źródło: www.trutnov.cz

## Demografia
| Rok             | 1970   | 1980   | 1991   | 2001   | 2003   | 2008   | 2021   | 2024   |
| --------------- | ------ | ------ | ------ | ------ | ------ | ------ | ------ | ------ |
| Liczba ludności | 26 046 | 29 506 | 31 999 | 31 997 | 31 398 | 30 993 | 29 958 | 29 584 |

Źródło: Czeski Urząd Statystyczny

## Miasta partnerskie
- Kamienna Góra
- Kępno
- Lohfelden
- Mysłakowice
- Senica
- Strzelin
- Świdnica